# Scranton (Kansas)
Scranton – miasto w Stanach Zjednoczonych, w stanie Kansas, w hrabstwie Osage.